# 頷帶亮花鱂
頷帶亮花鱂，為輻鰭魚綱鯉齒目鯉齒亞目花鳉科的其中一種，分布於南美洲巴西Iguatemi河及Parana河流域，體長可達2.8公分，屬雜食性，生活習性不明。

## 擴展閱讀
維基物種上的相關：頷帶亮花鱂